# Erich Auer (Schauspieler)
Erich Auer (* 14. April 1923 in Wien; † 17. Dezember 2004 ebenda) war ein österreichischer Schauspieler.

## Leben
Erich Auer, der aus einer Tiroler Schauspielerfamilie stammt, besuchte die Lehrerbildungsanstalt. 1941 wurde er zur Wehrmacht eingezogen und geriet 1945 in sowjetische Kriegsgefangenschaft. Nach seiner Entlassung schloss er eine Schauspielausbildung am Konservatorium der Stadt Wien ab und lernte dort die Schauspielerin Martha Wallner kennen, die er später  heiratete.
Am Linzer Landestheater fand er 1946 sein erstes Engagement, schon 1948 kehrte er aber wieder nach Wien zurück und war bis 1950 am Volkstheater. 1951 wurde er ins Ensemble des Wiener Burgtheaters aufgenommen. Hier trat er in mehr als 150 Bühnenrollen auf – u. a. als Antonio in William Shakespeares Der Kaufmann von Venedig, als Valentin in Raimunds Der Verschwender oder als Merenberg in Grillparzers König Ottokars Glück und Ende. 1963 wurde er österreichischer Kammerschauspieler und 1986 Ehrenmitglied des Burgtheaters und 1989 pensioniert. In den Jahren 1959 bis 1961 war er künstlerischer Betriebsrat sowie ab 1973 Direktionsmitglied am Burgtheater.
Als Theaterschauspieler trat er in 150 verschiedenen Rollen auf. Über Wien hinaus bekannt wurde Auer durch seine Rollen in den deutschsprachigen Heimatfilmen der Nachkriegszeit, aber auch als Schauspiellehrer war er später sehr gefragt. Seine letzte Rolle war die des Oberst „Pickering“ in My Fair Lady, Wiener Volksoper (Saison 2003/2004). Im Fernsehen war er u. a. in den Mehrteilern Die Alpensaga und Wie eine Träne im Ozean zu sehen.

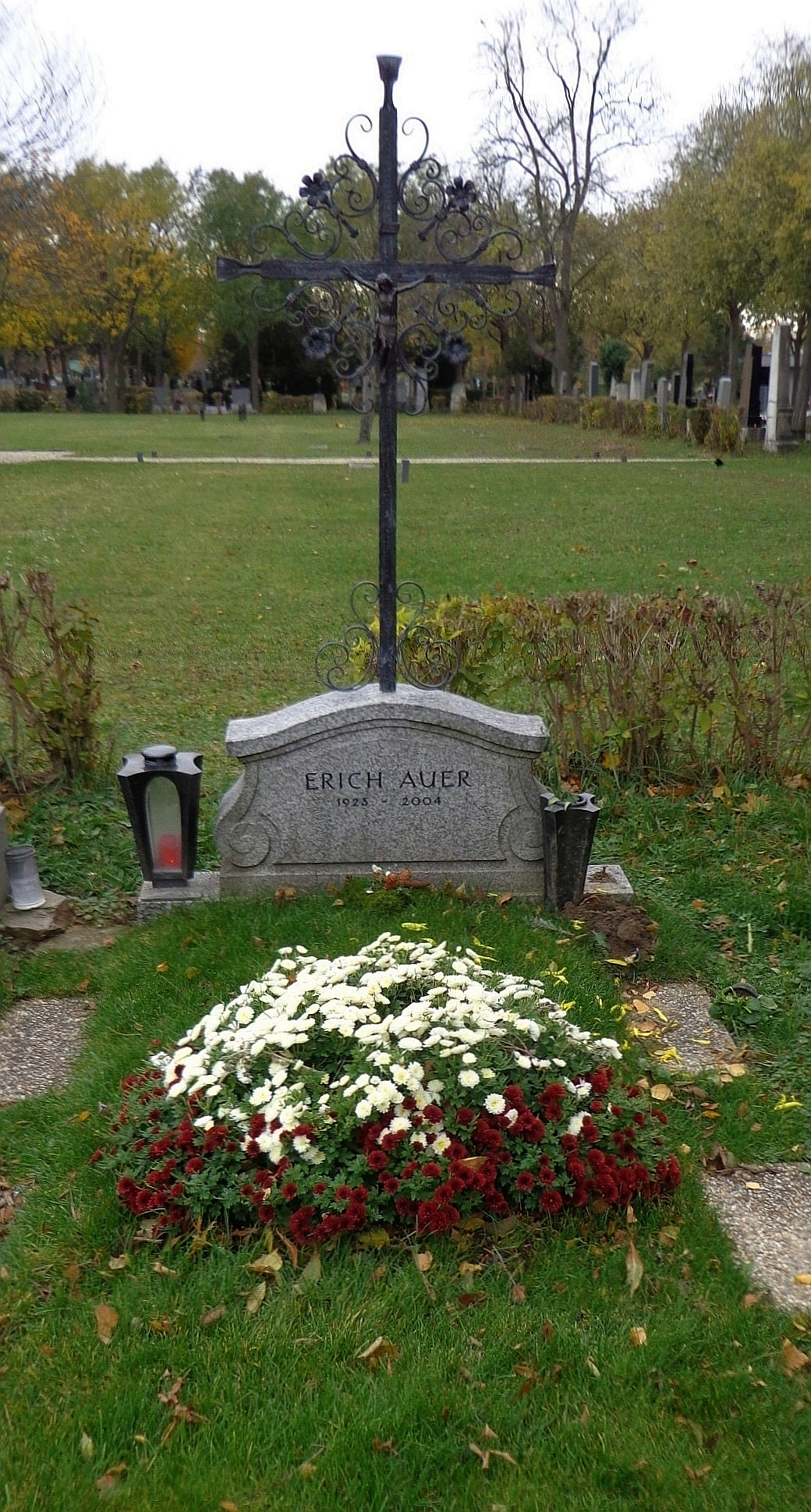
Wiener Zentralfriedhof – Grab von Erich Auer

Auer lebte im 14. Bezirk Wiens. Sein ehrenhalber gewidmetes Grab befindet sich auf dem Wiener Zentralfriedhof (Gruppe 40, Nummer 86).

## Filmografie
- 1949: Duell mit dem Tod
- 1949: Wilderernacht (Liebesprobe)
- 1950: Das vierte Gebot
- 1950: Kind der Donau
- 1951: Frühling auf dem Eis
- 1951: Der fidele Bauer
- 1952: Der Herrgottschnitzer von Ammergau
- 1953: Der Klosterjäger
- 1953: Ehestreik
- 1954: Wenn du noch eine Mutter hast (Das Licht der Liebe)
- 1954: Der erste Kuß
- 1954: An jedem Finger zehn
- 1955: Das Mädchen vom Pfarrhof
- 1955: Die Försterbuben
- 1956: Wilhelm Tell
- 1956: Beichtgeheimnis
- 1956: Die Magd von Heiligenblut
- 1956: Das Hirtenlied vom Kaisertal
- 1957: Der König der Bernina
- 1957: Der Pfarrer von St. Michael
- 1958: Jedermann (TV)
- 1960: Das weite Land (TV)
- 1961: Der Bauer als Millionär
- 1961: In Ewigkeit Amen (TV)
- 1962: Soiree im Schönbrunner Schloßtheater (TV)
- 1964: Heinrich VI. (TV)
- 1964: Die Tasse mit dem Sprung (TV)
- 1965: Radetzkymarsch
- 1965: 3. November 1918
- 1967: Postlagernd Opernball – Die Affäre Redl (TV)
- 1969: Der Unbedeutende (TV)
- 1969: Die Enthüllung (TV)
- 1970: Wie ein Träne im Ozean (Mehrteiler)
- 1970: Fall Regine Krause (TV)
- 1970: Der Querulant (TV) (nach Hermann Bahr)
- 1971: Der Hauptmann (TV)
- 1971: Die Halsbandaffäre (TV)
- 1971: Kaiser Karls letzte Schlacht (TV)
- 1972: Das bin ich – Wiener Schicksale aus den 30er Jahren (TV)
- 1972: Sie nannten ihn Krambambuli
- 1972: Sultan zu verkaufen (TV)
- 1972: Briefe von gestern (TV)
- 1973: Die merkwürdige Lebensgeschichte des Friedrich Freiherrn von der Trenck (TV)
- 1974: Der Tote vom Sarntal (TV)
- 1976: Kabale und Liebe (TV)
- 1978: Die Bräute des Kurt Roidl (TV)
- 1979: Revolution in Frankfurt (TV)
- 1982: Tarabas (TV)
- 1982: Tatort: Mordkommando (Fernsehreihe)
- 1983: Professor Bernhardi (TV)
- 1984: Weltuntergang (TV)
- 1984: Winterlegende (TV)
- 1986: Ein Porträt von Mario (TV)
- 1992: Bartolomé de Las Casas (TV)
- 1997: Die Bernauerin (TV)

## Ehrungen
- Professorentitel
- Verdienstkreuz der Republik Österreich
- Goldene Verdienstmedaille des Bundeslandes Wien
- Großes Ehrenzeichen für Verdienste um das Bundesland Niederösterreich
- Österreichisches Ehrenkreuz für Wissenschaft und Kunst I. Klasse (1975)
- Raimundring (2000)